# Igreja de Tenaún
A Igreja Nossa Senhora do Patrocínio (castelhano: Iglesia de Nuestra Señora del Patrocinio) é uma igreja católica localizada na localidade de Tenaún, comuna de Dalcahue, no Chile. Forma parte do grupo de 16 igrejas de madeira de Chiloé qualificadas como Monumento Nacional do Chile e reconhecidas como Patrimônio da Humanidade pela Unesco.
Forma parte da paróquia Patrocinio San José, uma das 24 que compõem a diocese de Ancud. Sua santa patrona é Nossa Senhora do Patrocínio, cuja festa celebra-se em 30 de janeiro.